# Marco Arrigoni
Marco Arrigoni (sinh ngày 29 tháng 10 năm 1988) là một cầu thủ bóng đá người Ý thi đấu cho câu lạc bộ San Marino S.S. Folgore Falciano Calcio.

## Tiểu sử
Arrigoni là sản phẩm trẻ của A.C. Cesena. Arrigoni được cho mượn đến Poggibonsi đầu mùa giải Serie C1 2007–08. Vào tháng 1 năm 2008 Arrigoni trở lại Cesena. Anh được giải phóng vào ngày 1 tháng 7 năm 2008. Anh trải qua 1 năm ở Serie D 2008–09 trước khi trở lại bóng đá chuyên nghiệp. Từ năm 2009 anh thi đấu ở Lega Pro Seconda Divisione – giải hạng tư Ý.